# Rua Jerônimo Monteiro, 10
O Edifício na Rua Jerônimo Monteiro nº 10, em Santa Leopoldina, é um bem cultural tombado pelo Conselho Estadual de Cultura do Espírito Santo, inscrição no Livro do Tombo Histórico sob o nº 32 a 68, folhas 4v a 7v. 

## Importância
No livro "Arquitetura: Patrimônio Cultural do Espírito Santo", publicado pela Secretaria de Cultura do Espírito Santo em 2009, a casa é datada no começo do século passado. Faz parte de um conjunto de casas na mesma rua, em Santa Leopoldina, construídas no primeiro quarto do século XX.  Sua descrição é: "Implantada sobre porão elevado, a casa se sobressai em seu entorno imediato, com o qual se comunica por meio de pequeno jardim frontal. Entre um e outro, um muro em alvenaria e gradil separa de forma inovadora o espaço privado e o espaço público. Edificados em sólida arquitetura, muro e casa têm seus contornos ressaltados pela rigidez de sua regularidade e pela precisão de seus elementos. Com sua volumetria impactante em meio a um entorno de rarefeita ocupação urbana, a casa tem apreciação favorecida pela amplitude de sua cobertura. Essa, além do destaque proporcionado pela coloração avermelhada de seus dois planos, constitui parte importante da fachada frontal com a qual se articula por meio de elevada empena triangular. Separadas da fachada por cornija e friso horizontais, empena e fachada frontal se complementam em rígida simetria estabelecida entre os dois óculos da primeira e as cinco janelas da segunda. Contornando o perímetro da edificação, as amplas e numerosas janelas são duplamente testemunho de progresso técnico e de variação formal, particularmente as da fachada da frente. Na lateral direita, se situa a porta de acesso ao interior da casa. Conservada em sua integridade espacial, material – de que são exemplos o piso e o forro do tipo saia-camisa em madeira – e estrutural, a casa inclui anexo, construído posteriormente junto à fachada de fundo".

## Tombamento
O edifício foi objeto de um tombamento de patrimônio cultural pelo Conselho Estadual de Cultura, de número 05, em 30 de julho de 1983, Inscr. nº 32 a 68, folhas 4v a 7v. O proprietário foi indicado como Alcebíades Pinto Barcelos. O processo de tombamento inclui quase quarenta imóveis históricos de Santa Leopoldina.
O tombamento desse edifício e outros bens culturais de Santa Leopoldina foi principalmente decorrente da resolução número 01 de 1983, em que foram aprovadas normas sobre o tombamento de bens de domínio privado, pertencentes a pessoas naturais ou jurídicas, inclusive ordens ou instituições religiosas, e de domínio público, pertencentes ao Estado e Municípios, no Espírito Santo. Nessa norma foi estabelecido que, entre outros pontos:
- "O tombamento de bens se inicia por deliberação do CEC “ex-offício”, ou por provocação do proprietário ou de qualquer pessoa, natural ou jurídica, e será precedido, obrigatoriamente, de processo", ponto 3;
- "Em se tratando de bem(s) pertencente(s) a particular(es), cujo tombamento tenha caráter compulsório, e aprovado o tombamento, o Presidente do CEC expedirá a notificação de que trata o artigo 5°. I do Decreto n° 636-N, de 28.02.75, ao interessado que terá o prazo de 15(quinze) dias, a contar do seu recebimento, para anuir ou impugnar o tombamento", ponto 12.[3]

As resoluções tiveram como motivador a preservação histórico-cultural de Santa Leopoldina contra a especulação imobiliária, que levou à destruição de bens culturais à época.